# Pasarsenen
Pasarsenen is een bestuurslaag in het regentschap Kebumen van de provincie Midden-Java, Indonesië. Pasarsenen telt 1588 inwoners (volkstelling 2010).